# Rugby Viadana 2001-2002
Nella stagione 2001-02, la prima edizione del neonato Super 10, l'Arix Viadana, dopo la promozione ottenuta l'anno precedente sempre sotto la guida dall'allenatore Franco Bernini, conquista inaspettatamente il titolo di campione d'Italia, chiudendo la stagione regolare in testa alla classifica con alcuni risultati di prestigio, come le vittorie esterne di Roma, Rovigo e Treviso. In semifinale riesce nell'impresa di superare la più quotata Benetton e a ribaltare il risultato negativo di 6-29 della gara di andata al Monigo con uno netto 31-14 nel match di ritorno allo stadio Zaffanella. Nella finale del 18 maggio 2002 al Battaglini di Rovigo nemmeno il Calvisano poté imporsi ed il Viadana si laureò campione d'Italia per la prima volta nella sua storia col punteggio di 19-12: mete di Dolcetto e Denhardt e piazzati di Casper Steyn. L'ala Kaine Robertson è il metaman del campionato con il record di 12 marcature all'attivo al termine della stagione regolare.
Vale la pena di ricordare la formazione in campo il 18 maggio 2002 a Rovigo: 15 Steyn, 14 Robertson, 13 Ceppolino, 12 Bettati (Travagli), 11 Dolcetto (Pedrazzi), 10 McDonald, 9 Crane, 8 Phillips, 7 A.Persico, 6 Benatti, 5 Denhardt, 4 Dellapè, 3 Lidgard (Spina), 2 Jiménez (Superina), 1 Savi – capitano.
Durante il Sei Nazioni 2002, a Cardiff, si raggiunse il record di convocazioni nella Nazionale maggiore, ben 5 "viadanesi" vennero convocati da Johnstone: Matthew Phillips, Aaron Persico, Roberto Pedrazzi, Santiago Dellapè e Andrea Benatti.
In European Challenge Cup l'Arix Viadana si classifica 3º nel girone 5 con due vittorie all'attivo, entrambe casalinghe: la prima per 26-10 contro il Bourgoin-Jallieu e la seconda col punteggio di 33-26 contro Neath.

## Super 10 2001-02

### Stagione regolare
| Incontro                    | Andata | Ritorno |
| --------------------------- | ------ | ------- |
| Viadana — Benetton          | 26-19  | 22-12   |
| Viadana — Rugby Roma        | 26-8   | 35-23   |
| Petrarca — Viadana          | 22-0   | 30-17   |
| Parma — Viadana             | 16-11  | 12-34   |
| Viadana — Rovigo            | 37-8   | 33-24   |
| Amat. & Calvisano — Viadana | 29-9   | 20-21   |
| Viadana — Bologna           | 62-13  | 38-10   |
| GRAN Parma — Viadana        | 20-45  | 27-43   |
| Viadana — L’Aquila          | 41-10  | 12-23   |

#### Risultati della stagione regolare
| Posizione | G  | V  | N | P | PF  | PS  | DP   | B | Pt |
| --------- | -- | -- | - | - | --- | --- | ---- | - | -- |
| 1ª        | 18 | 13 | 0 | 5 | 512 | 326 | +186 | 9 | 61 |

### Fase finale
| Turno | Incontro                    | Andata | Ritorno |
| ----- | --------------------------- | ------ | ------- |
| SF    | Benetton — Viadana          | 29-6   | 14-31   |
| F     | Viadana — Amat. & Calvisano | 19-12  | 19-12   |

## European Challenge Cup 2001-02

### Prima fase

#### Girone 5
| Incontro                   | Andata | Ritorno |
| -------------------------- | ------ | ------- |
| Neath — Viadana            | 41-14  | 26-33   |
| Viadana — Bourgoin-Jallieu | 26-10  | 16-60   |
| Viadana — Bristol          | 16-42  | 15-31   |

#### Risultati del girone 5
| Posizione | G | V | N | P | PF  | PS  | DP  | Pt |
| --------- | - | - | - | - | --- | --- | --- | -- |
| 3ª        | 6 | 2 | 0 | 4 | 120 | 210 | -90 | 4  |

## Verdetti
- Viadana campione d’Italia 2001-2002.
- Viadana qualificato alla Heineken Cup 2002-2003.